# Motjurisjta
Motjurisjta (bulgariska: Мочурища) är ett vattendrag i Bulgarien.   Det ligger i regionen Jambol, i den centrala delen av landet, 260 km öster om huvudstaden Sofia.
Trakten runt Motjurisjta består till största delen av jordbruksmark. Runt Motjurisjta är det ganska glesbefolkat, med 24 invånare per kvadratkilometer.